# Sturmgeschütz-Brigade 177
De Sturmgeschütz-Abteilung 177 / Sturmgeschütz-Brigade 177 was tijdens de Tweede Wereldoorlog een Duitse Sturmgeschütz-eenheid van de Wehrmacht ter grootte van een afdeling, uitgerust met gemechaniseerd geschut. Deze eenheid was een zogenaamde Heerestruppe, d.w.z. niet direct toegewezen aan een divisie, maar ressorterend onder een hoger commando, zoals een legerkorps of leger.
Deze Sturmgeschütz-eenheid kwam in actie aan het oostfront en ging ten onder in Stalingrad. Na heroprichting ging de Abteilung terug naar het oostfront en kwam in actie rond Koersk en in Wit-Rusland, waar hij omgedoopt werd in een Panzerjäger-Abteilung in augustus 1944.

## Krijgsgeschiedenis

### Sturmgeschütz-Abteilung 177

#### Eerste oprichting

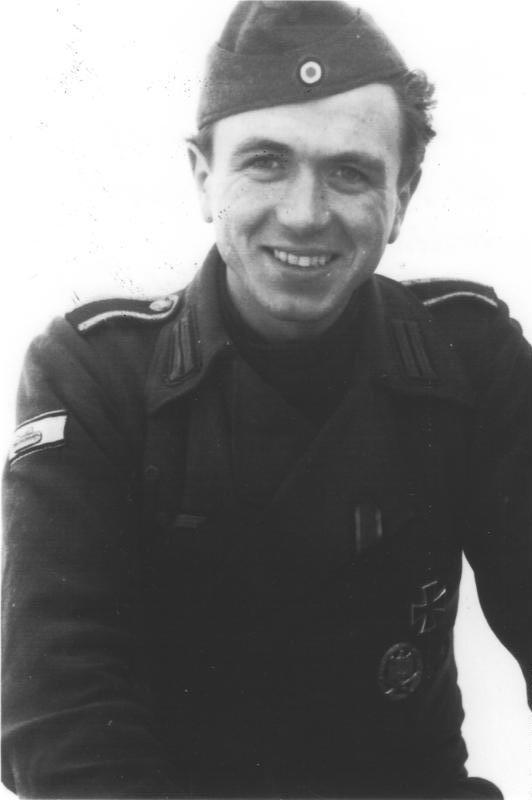
Unteroffizier Hans Sdun, de richter in de StuG van Leutenant Bose

Sturmgeschütz-Abteilung 177 werd opgericht in Zinna, vlakbij Jüterbog op 11 augustus 1941.
Van 6 tot 10 september 1941 volgde een railtransport naar Smolensk. Daar werd de Abteilung onder bevel gesteld van het 12e Legerkorps van het 4e Leger en afwisselend toegevoegd aan de 34e, 98e en 267e Infanteriedivisies en de 19e Pantserdivisie. Tijdens Operatie Taifun rukte de Abteilung op via Roslavl richting Moskou. Uiteindelijk moest de Abteilung een strijd op leven en dood voeren aan de poorten van Moskou bij Kosselskaja bij −50 °C, nog steeds als onderdeel van het 4e Leger. In maart 1942 werd de Abteilung verplaatst naar Mogilev voor heruitrusting en daar werden de Sturmgeschütz III’s met korte 75mm-kanonnen vervangen door StuG III Ausf. F met lange kanonnen. Daarna werd de Abteilung in mei naar Belgorod verplaatst als voorbereiding op het Duitse zomeroffensief 1942, Fall Blau. De Abteilung werd toegevoegd aan de 168e Infanteriedivisie en gezamenlijk trokken ze eind juni/begin juli succesvol op richting Voronezj. Na een rustpauze trok de Abteilung weer op en speelde een belangrijke rol bij de vorming van een bruggenhoofd over de Don bij Kalach. Vervolgens bestormde de Abteilung de stad Stalingrad zelf. Later werd de Abteilung ingezet in een blokkeringspositie ten noorden van de stad. Begin november werden zes splinternieuwe StuIG 33 B’s toegevoegd aan de Abteilung, maar die kwamen niet veel verder dan een test-inzet en werden daarna weer afgegeven. Meteen daarna volgde transport naar Jewlampesky in de grote bocht van de Don. Bij het begin van het grote Sovjet offensief op 19 november, werd de Abteilung ten zuiden van Kletskaya ingezet samen met de 14e Pantserdivisie. Maar ondanks succesvolle tegenaanvallen werd de Abteilung de pocket rond Stalingrad ingeduwd. Op 31 december 1942 waren er nog zes StuG’s in actie, op 10 januari 1943 nog vier en een paar dagen later ging de laatste verloren in zware gevechten. Op 31 januari 1943 gaven de laatste 40 man van de Abteilung zich over in een kelder aan het Rode Plein in Stalingrad.

### Tweede oprichting
Op 16 maart 1943 werd de Sturmgeschütz-Abteilung 177 opnieuw opgericht, bij de Artillerieschule II in Jüterbog, opnieuw met drie batterijen. In April werd de Abteilung naar het oostfront verplaatst, naar de Orel-saillant. In juli maakte de Abteilung deel uit van het 41e Pantserkorps in de noordelijk Duitse aanval van de Slag om Koersk en de gevechten om station Ponjri. Na het mislukken van deze aanval maakte de Abteilung de defensieve gevechten mee met Heeresgruppe Mitte tot de Abteilung eindigde rond Vitebsk. Daar werden die winter stevige gevechten geleverd.
Op 17 februari 1944 werd de Abteilung bij Vitebsk omgedoopt in Sturmgeschütz-Brigade 177.

### Sturmgeschütz-Brigade 177
De omdoping in Sturmgeschütz-Brigade betekende echter geen organisatorische verandering, de samenstelling bleef gelijk.
Eind februari 1944 werd de brigade naar het gebied rond Pinsk verplaatst, om daar begin maart toegevoegd te worden aan de 3e Cavaleriebrigade, die net in oprichting was. Hier was de brigade in actie ter afdekking van de noordelijke zijde van de Pripjatmoerassen. Hierdoor ontkwam de brigade aan vernietiging in Operatie Bagration, maar ten slotte naderden de Sovjets ook hier en onder Gruppe Harteneck werden in de “neus van Pinsk” (frontuitstulping) harde gevechten gevoerd in juli. Tegen het eind van de maand volgde verplaatsing naar het gebied ten westen van Białystok en daarna terugtrekkend richting het westen in het gebied van de Narew.

### Einde
De Sturmgeschütz-Brigade 177 werd op 9 augustus 1944 omgedoopt tot Panzerjäger-Abteilung 69, maakte daarmee organiek deel uit van de 3e Cavaleriebrigade en was daarmee geen Heerestruppe meer.

## Samenstelling
- Staf
- 1e Batterij
- 2e Batterij
- 3e Batterij

## Commandanten
| Rang      | Naam                    | Begin            | Eind             |
| --------- | ----------------------- | ---------------- | ---------------- |
| Hauptmann | Freiherr von Fahrenheim | 11 augustus 1941 | januari 1942     |
| Major     | Erich Käppler           | januari 1942     | 12 november 1942 |
| Major     | Gerhard Bochum          | november 1942    | 9 januari 1943   |
|           |                         |                  |                  |
| Major     | Erich Käppler           | 16 maart 1943    | 20 februari 1944 |
| Hauptmann | Leonhardt Hilgers       | februari 1944    | 9 augustus 1944  |

Major Käppler werd op 12 november 1942 zwaar ziek en werd vervangen door Major Bochum, die op zijn beurt op 9 januari 1943 krijgsgevangen werd gemaakt. Käppler ontsnapte dus aan de omsingeling in Stalingrad en kon begin 1943 weer de Abteilung opnieuw oprichten.